# 今村光希
今村 光希（いまむら こうき、1989年7月20日 - ）は、日本のラグビー選手。栗田工業ラグビー部所属。

## プロフィール
- 熊本県出身。
- ポジションはプロップ(PR)でプレーしている。
- 身長 184cm、体重 120kg

## 人物
- 小学校から剣道を始め、二段の有段者。
- 古豪と言われる熊本工業高等学校にてラグビーを始め、二年時には花園出場を果たす。
- 大学では超大型PRとしてする1年時から関東リーグ戦で活躍。
- U20代表候補
- 大学4年時では流通経済大学初となるリーグ戦優勝。
- 2015年ワールドカップ日本代表選考会召集
- 2019年ワールドカップ日本代表選考会召集

## 略歴
2008年、熊本工業高校卒業後、流通経済大学ラグビー部に入る。なお、熊本工業高校時代に1回花園への出場経験がある。
2012年、流通経済大学卒業後、九州電力キューデンヴォルテクスに加入。9月1日に行われたジャパンラグビートップリーグＮＴＴドコモ戦に途中出場で公式戦初出場を果たす。
2016年、栗田工業ウォーターガッシュに加入。
2019年、現役引退